# Heiraten/weiblich
Heiraten/weiblich ist eine vom Fernsehen der DDR produzierte Bühnen-Komödie von Filmregisseurin Christa Kulosa aus dem Jahr 1975. In den Hauptrollen agiert neben Marianne Kiefer das Mutter-Tochter-Gespann Eva-Maria und Nina Hagen.

## Handlung
Martha Wiedemann lebt mit ihrer geschiedenen Tochter Gisela und ihrer Enkelin Hannelore unter einem Dach. Ihre Enkelin hat sich neu verliebt in Herrn Splettstößer, dem sie liebevoll den Kosenamen „Splette“ gibt. Sie stellt ihre Liebe aber zunächst nur ihrer Oma Martha vor, weil Hannelores dominante Mutter sich weniger für sie als für ihren Beruf im Forstwirtschaftsbetrieb interessiert, wo Gisela eine leitende Stellung innehat. Auch Oma Martha hat sich verguckt: in den Hausmeister Kurt Wollenschläger. Der traut sich allerdings Martha gegenüber nicht so richtig seine Gefühle für sie offenzulegen. Hannelore kommt nun auf die Idee auch ihrer Mutter einen neuen Mann zu besorgen. Deshalb antwortet sie auf eine Heiratsanzeige in der Zeitung und als der Kandidat Seidel dann etwas zu schnell erscheint, kann sie ihre Mutter nicht mehr vorwarnen, was Gisela sehr verärgert. Seidels Anliegen war aber eigentlich gar keine neue Frau, er hatte sich in der Adresse geirrt und sein Interesse bezog sich auf die Pfeifensammlung aus einer ganz anderen Annonce.
Da ihre Familie der Meinung ist, sie müssen sich mit einem Mann treffen, um nicht nur mit ihrer Arbeit verheiratet zu sein, tut Gisela ihnen diesen Gefallen und trifft sich mit dem Mann, der sich hinter der Heiratsannonce verbirgt, auf die ihre Tochter geantwortet hatte. Dies ist nun zufällig Giselas Arbeitskollege Martin Bechstein und sie nimmt an, dass er sie nur mal besuchen will. Dementsprechend beinhaltet ihr Gespräch nur Arbeitsthemen. Doch allmählich entwickelt sich ihre Unterhaltung auch ins Private und so kommt auch die Wahrheit ans Licht. Beide sind zunächst erschrocken, kommen sich nun aber näher. Bisher waren die beiden allein, doch nun kommt ihre Mutter zurück, die zusammen mit Kurt Wollenschläger ausgegangen war. Martin zieht sich etwas verärgert zurück, lässt sich aber ein paar Tage später von Gisela ins Theater einladen. So können sie sich mal in Ruhe und allein aussprechen und damit haben beide neben ihrem Berufsleben auch endlich wieder ein Liebesleben.

## Produktion
Der Film erlebte am 17. August 1975 im 1. Programm des Fernsehens der DDR seine Erstausstrahlung. Im September 2016 kam der Film bei Icestorm im Rahmen der Reihe DDR TV-Archiv auf DVD heraus.

## Kritik
Die Kritiker der Fernsehzeitschrift TV Spielfilm vergaben eine mittlere Wertung (Daumen gerade) und beurteilten den Schwank als „Harmlos bis ins Mark.“